# Arnulf Stefenelli
Arnulf Stefenelli (* 14. Januar 1938 in Dornbirn; † 9. Oktober 2002) war ein österreichischer Romanist und Sprachwissenschaftler.

## Karriere
Stefenelli promovierte 1961 in Wien mit der Arbeit Die Volkssprache im Werk des Petron im Hinblick auf die romanischen Sprachen (publ. 1962) und habilitierte sich mit einer Untersuchung über den Synonymenreichtum der altfranzösischen Dichtersprache (Wien 1967). Er war von 1968 bis 1982 Ordinarius für Romanische Philologie an der Universität Erlangen-Nürnberg (als Nachfolger von Heinrich Kuen) und ab 1982 an der Universität Passau. Dort war er 1994 bis 1996 auch Dekan der Philosophischen Fakultät.

## Weitere Werke
- Geschichte des französischen Kernwortschatzes. Berlin 1981
- Die lexikalischen Archaismen in den Fabeln von La Fontaine. Passau 1987
- Das Schicksal des lateinischen Wortschatzes in den romanischen Sprachen. Passau 1992
- Der Wortschatz von Alessandro Manzoni in den „Promessi sposi“. Passau 1996